# Lee Stecklein
Lee Stecklein (née le 23 avril 1994 à Roseville dans l'État du Minnesota) est une joueuse américaine de hockey sur glace évoluant dans la ligue élite féminine en tant que défenseure. Elle a remporté trois médailles olympiques : deux médailles d'argent aux Jeux olympiques de Sotchi en 2014 et de Pékin en 2022 et une médaille d'or aux Jeux olympiques de Pyeongchang en 2018. Elle a également représenté les États-Unis dans huit championnats du monde, remportant six médailles d'or et deux médailles d'argent.
Elle a joué pour les Whitecaps du Minnesota dans la Ligue nationale de hockey féminin (LNHF) et remporté la coupe Isobel avec eux lors de la saison 2018-2019.

## Biographie

### En club
Lee Stecklein étudie et joue pour le lycée de Roseville (Roseville Area High School) . Par la suite, elle part pour l'Université du Minnesota où elle joue pendant quatre ans pour les Golden Gophers du Minnesota, occupant les deux dernières années le poste de co-capitaine avec Hannah Brandt . Pendant cette période elle remporte avec son équipe trois fois le championnat NCAA sur quatre années de compétition. 
L'été avant sa dernière année universitaire elle est éligible au repêchage 2016 de la LNHF et est sélectionnée en deuxième position par les Beauts de Buffalo . 
Le 20 juin 2018, Lee Stecklein signe un contrat avec l'équipe des Whitecaps du Minnesota pour leur première saison en LNHF . Le 17 mars 2019 elle inscrit le but victorieux, 49 secondes en prolongation, lors de finale contre les Beauts de Buffalo et permet à son équipe de remporter sa première coupe Isobel sur un score final de 2 à 1 .
Faisant partie des hockeyeuses boycottant la saison 2019-2020 à la suite de la fermeture de l'unique ligue canadienne, elle ne joue pas mais est sélectionnée  par la NHL pour le 65e match des étoiles dans l'épreuve du match féminine élite 3 contre 3 .

### En équipe nationale
Lee fait partie de l'équipe nationale des États-Unis pour le championnat du monde 2013 et la Coupe des quatre nations 2013, remportant deux premières médailles d'or . 
Elle représente également l'équipe des États-Unis lors des championnats du monde 2015, 2016 et 2017 qui se soldent par trois médailles d'or. 
Elle est également membre de l'équipe olympique aux Jeux olympiques de 2014 et Jeux Olympiques de 2018

## Statistiques

### En club
| Saison      | Équipe                      | Ligue       |     | Saison régulière | Saison régulière | Saison régulière | Saison régulière | Saison régulière |   | Séries éliminatoires | Séries éliminatoires | Séries éliminatoires | Séries éliminatoires | Séries éliminatoires |
| Saison      | Équipe                      | Ligue       | PJ  | B                | A                | Pts              | Pun              | PJ               | B | A                    | Pts                  | Pun                  |                      |                      |
| 2012-2013   | Golden Gophers du Minnesota | NCAA        | 41  | 3                | 9                | 12               | 8                |                  |   |                      |                      |                      |                      |                      |
| 2014-2015   | Golden Gophers du Minnesota | NCAA        | 40  | 5                | 22               | 27               | 4                |                  |   |                      |                      |                      |                      |                      |
| 2015-2016   | Golden Gophers du Minnesota | NCAA        | 40  | 8                | 22               | 30               | 8                |                  |   |                      |                      |                      |                      |                      |
| 2016-2017   | Golden Gophers du Minnesota | NCAA        | 36  | 4                | 20               | 24               | 12               |                  |   |                      |                      |                      |                      |                      |
| 2018-2019   | Whitecaps du Minnesota      | LNHF        | 16  | 1                | 8                | 9                | 8                | 2                | 1 | 1                    | 2                    | 0                    |                      |                      |
| Totaux NCAA | Totaux NCAA                 | Totaux NCAA | 157 | 20               | 73               | 93               | 32               |                  |   |                      |                      |                      |                      |                      |
| Totaux LNHF | Totaux LNHF                 | Totaux LNHF | 16  | 1                | 8                | 9                | 8                | 2                | 1 | 1                    | 2                    | 0                    |                      |                      |

### En équipe nationale
| Année | Équipe             | Compétition                  |   | PJ | B | A | Pts | Pun               |  | Résultat |
| 2011  | États-Unis - 18ans | Championnat du monde - 18ans | 5 | 0  | 1 | 1 | 2   | Médaille d'or     |  |          |
| 2012  | États-Unis - 18ans | Championnat du monde - 18ans | 5 | 0  | 3 | 3 | 0   | Médaille d'argent |  |          |
| 2013  | États-Unis         | Championnat du monde         | 3 | 0  | 1 | 1 | 2   | Médaille d'or     |  |          |
| 2014  | États-Unis         | Jeux olympiques              | 5 | 0  | 1 | 1 | 0   | Médaille d'argent |  |          |
| 2015  | États-Unis         | Championnat du monde         | 5 | 0  | 4 | 4 | 0   | Médaille d'or     |  |          |
| 2016  | États-Unis         | Championnat du monde         | 5 | 0  | 2 | 2 | 0   | Médaille d'or     |  |          |
| 2017  | États-Unis         | Championnat du monde         | 5 | 0  | 0 | 0 | 0   | Médaille d'or     |  |          |
| 2018  | États-Unis         | Jeux olympiques              | 5 | 0  | 0 | 0 | 2   | Médaille d'or     |  |          |
| 2019  | États-Unis         | Championnat du monde         | 7 | 2  | 2 | 4 | 4   | Médaille d'or     |  |          |
| 2021  | États-Unis         | Championnat du monde         | 7 | 2  | 5 | 7 | 0   | Médaille d'argent |  |          |
| 2022  | États-Unis         | Jeux olympiques              | 7 | 1  | 0 | 1 | 0   | Médaille d'argent |  |          |
| 2022  | États-Unis         | Championnat du monde         | 7 | 1  | 3 | 4 | 2   | Médaille d'argent |  |          |
| 2023  | États-Unis         | Championnat du monde         | 7 | 0  | 1 | 1 | 0   | Médaille d'or     |  |          |

## Trophées et Honneurs personnels

### Ligue universitaire
- Sélectionnée dans la seconde équipe « All-Americans » par CCM hockey en 2015 [9]
- Défenseure de la semaine de l'Association Collégiale de Hockey de l'Ouest (WCHA) (Semaine du 31 Jan. 2017)[10]

### LNHF
- Défenseure ayant inscrit le plus de buts lors de la saison 2018-2019 de la LNHF.
- Most Valuable Player (en français, Joueuse la plus utile) des séries éliminatoires 2019 de la LNHF.

### Ligue professionnelle de hockey féminin
- 2024 : participe au Match des étoiles de la LPHF

### En équipe nationale
- Sélectionnée par les médias dans l'équipe étoiles lors du championnat du monde 2021 [11], meilleure défenseure du tournoi, défenseure ayant inscrit le plus de points et d'aides et joueuse nommée dans le top 3 de son équipe.